# SporTV
SporTV est une chaîne de télévision brésilienne lancée en 1991 sous le nom de TopSport et connaît depuis 1994 le nom actuel. Cette chaîne est la première du type au Brésil, et c'est aussi l'une des premières chaînes du réseau Globosat.
La chaîne retransmet avec ses "chaînes-sœurs" près de 2 000 événements sportifs par an y compris les jeux olympiques et les jeux panaméricains. Elle retransmet aussi les différents championnats du Brésil de football, ainsi que les matchs de l'équipe nationale, mais aussi le football européen avec les rencontres de l'UEFA, du championnat de France, d'Italie, d'Espagne et d'Angleterre.
Cette société de télévision est membre de l'Organisation des Télécommunications Ibéro-Américaines (OTI).
Le 10 novembre 2021, pour célébrer son 30e anniversaire, la chaîne lance sa nouvelle marque, retirant le célèbre rectangle bleu et rouge, utilisé depuis 1996. Le changement fait également partie du projet UmaSóGlobo, lancé en 2020, unifiant toutes les marques du Grupo Globo en un seul endroit. En plus de la nouvelle identité visuelle, la chaîne a également annoncé une plus grande concentration sur le contenu multiplateforme.